# بابچی
بابچی یا باکوچی (به انگلیسی: Psoralea corylifolia) نام هندی و اردوی گیاهی است، که در هند بدست می‌آید و روغن تخم و گل آن در درمان بیماری های پوستی چون ویتیلیگو بکار می رود. از ریشه، دانه و میوهٔ این گیاه می‌توان برای مصارف گوناگون بهره برد. در کشور چین از این گیاه به عنوان نیرودهنده یاد می‌شود.

## خواص
برای معالجه بهک و  برص بسیار مفید است.